# 에디 로빈슨 (야구 선수)
윌리엄 에드워드 로빈슨(영어: William Edward Robinson, 1920년 12월 15일~2021년 10월 4일)은 미국의 전 프로 야구 선수로, 포지션은 1루수이다. 메이저 리그 베이스볼(MLB)에서 통산 13시즌 동안 클리블랜드 인디언스, 워싱턴 세너터스, 시카고 화이트삭스, 필라델피아 애슬레틱스, 뉴욕 양키스, 캔자스시티 애슬레틱스, 디트로이트 타이거스, 볼티모어 오리올스 등지에서 뛰었다.
생존 중의 최장수 MLB 선수 출신의 그 이전에는 2019년 11월 21일 발 하임(Val Heim)이 사망할 때부터 2021년 10월 4일 사망할 때까지 조지 엘더(George Elder)가 이어받게 되었다.